# Mysteriën van Eleusis

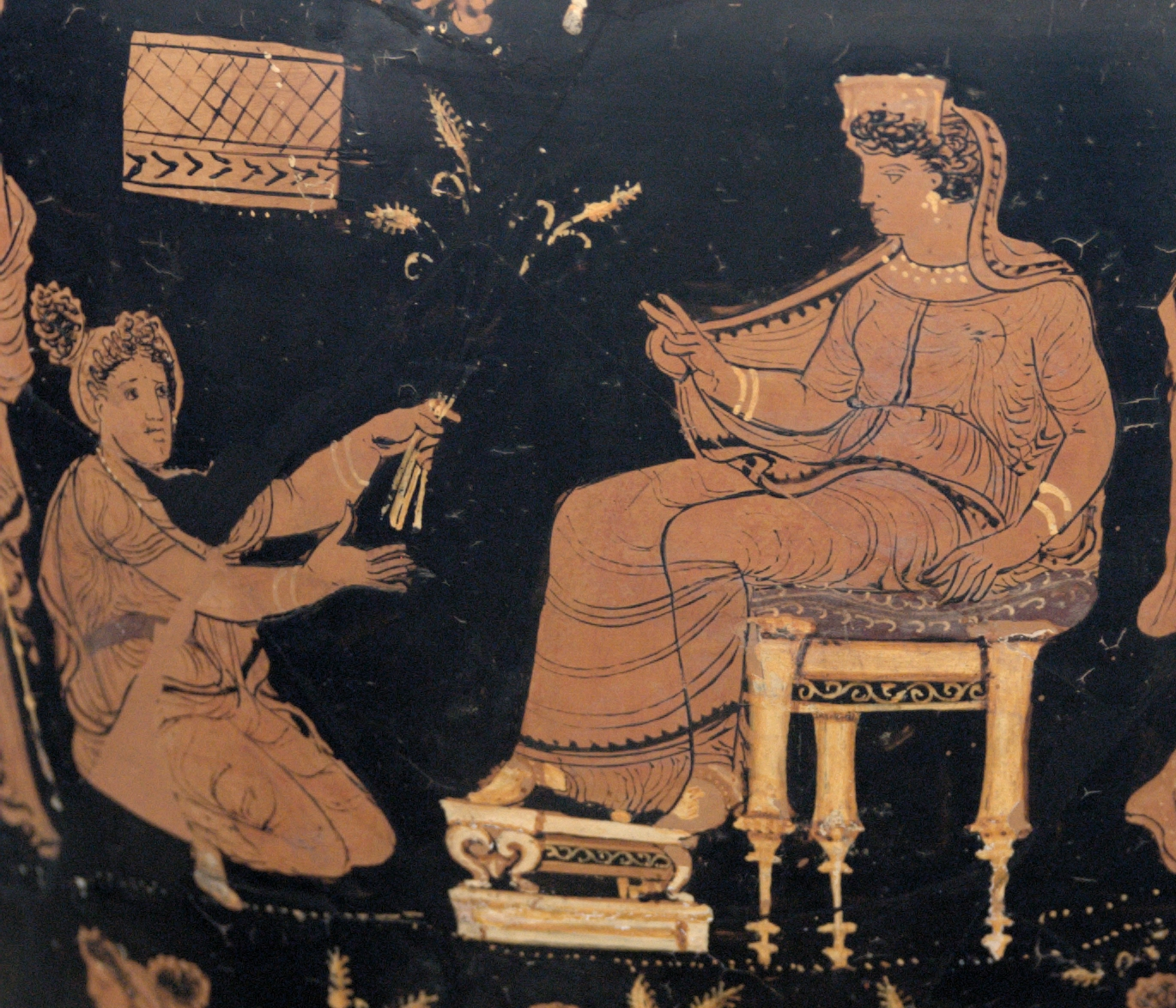
Demeter op haar troon

De mysteriën van Eleusis is de naam voor een populaire mysteriecultus die te Eleusis (Nederlandse naam: Elefsina) werd gevierd. Eleusis ligt in Attica, niet ver van Athene. De mysteriën duiden op de vele geheimzinnige gebruiken bij de feesten ter ere van de godin Demeter, haar dochter Persephone en de god Dionysos, die in de mysteriën de naam Iakchos droeg. Het schijnt evenwel, dat deze laatste oorspronkelijk geen deel had aan de feesten van Eleusis.
Toen Eleusis onder het gebied van Athene was gekomen, nam ook deze stad deel aan de mysteriën. De oude legende wist te verhalen van een oorlog tussen koning Erechtheus van Athene en Eumolpos, de heerser van Eleusis. Die oorlog zou zijn geëindigd met een verdrag, waarbij Eleusis onder het bestuur van Athene kwam. Het hoogste priesterambt bij de mysteriën en de rechtspraak in alle zaken met betrekking tot de Eleusinische wijze van godsverering bleven in handen van het geslacht van Eumolpos en van de afstammelingen van de dochters van Keleos.
De symbolische betekenis van de mysteriën is verbonden met de mythe waarin Persephone, dochter van Demeter, godin van de aarde, door Hades, koning van de onderwereld, wordt ontvoerd. De mythe telt drie cycli: de nederdaling of katabasis, de zoektocht, en de terugkeer (uit de diepten), waarna Persephone met haar moeder Demeter wordt herenigd. Het motief van een nederdaling naar en een terugkeer uit de onderwereld is een vaker voorkomend motief in mythologische teksten.

## Oorsprong

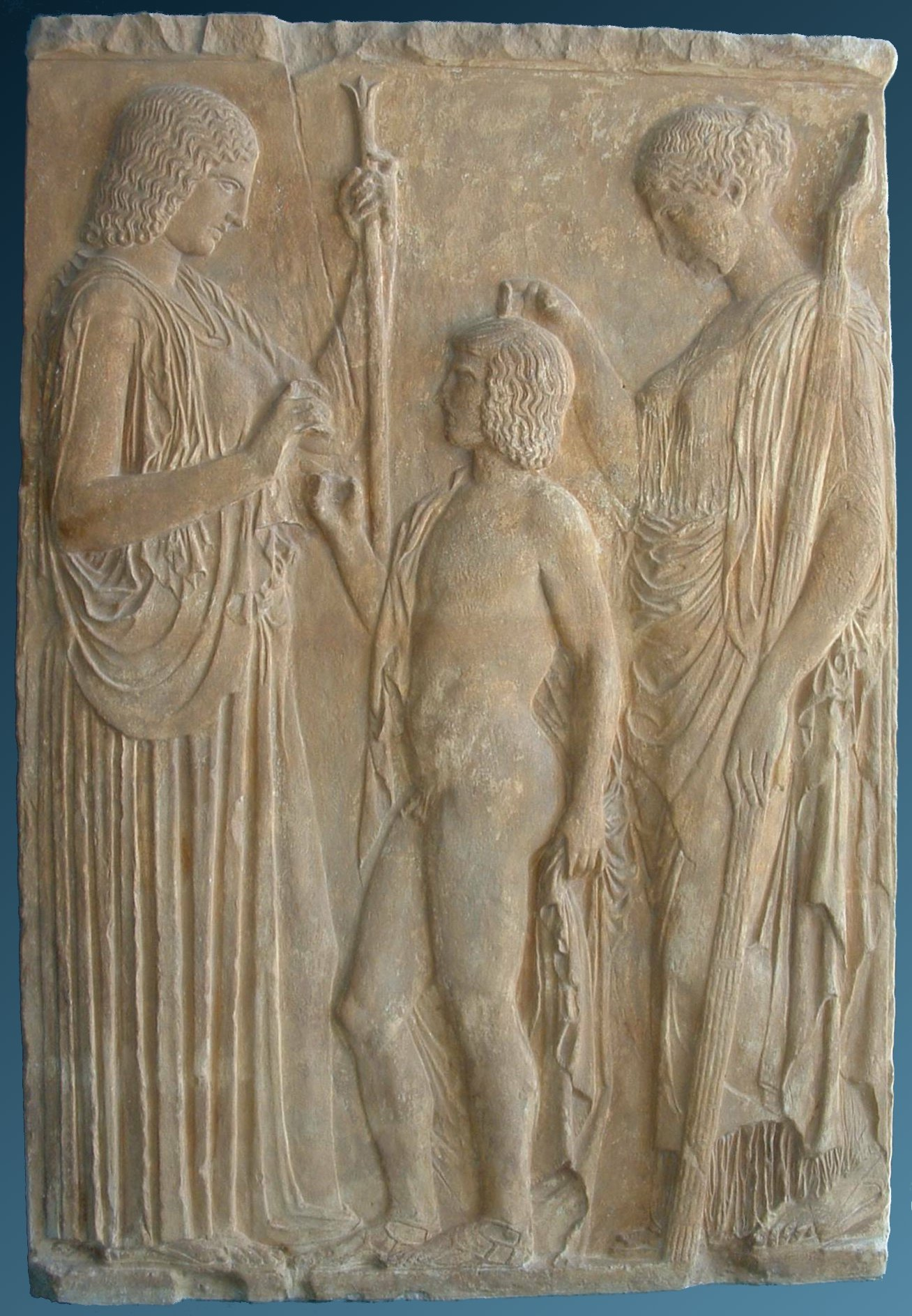
Demeter schenkt de knaap Triptolemos een graanhalm: symbool voor de mensheid die de landbouw leert. (Dit is een Romeinse kopie (27 v.Chr. - 14 n.Chr.) van het reliëf in het Nationaal Archeologisch Museum van Athene (locatie: Metropolitan Museum of Art).

De oorsprong van de Eleusinische mysteriën is onbekend. Hun stichting wordt door de sage aan de godin Demeter zelf toegeschreven. Die zou ze hebben ingesteld toen zij haar dochter Persephone zocht. Toen Demeter te Eleusis was aangekomen, werd ze in het huis van Keleos gastvrij ontvangen. Ze werd de opvoedster van de jonge Triptolemos. Zijzelf zou de wijze van verering, die bij de Eleusinische mysteriën gebruikelijk was, hebben voorgeschreven. De roof van Persephone, het zoeken naar haar moeder, haar terugkeer tot het licht maakten dan ook de grondslag van alle hier gevierde plechtigheden uit. Evenals de roof van Persephone het wegsterven van de plantengroei in de winter, en haar hereniging met haar moeder het weer ontluiken van de natuur in de lente aanduidt, zo waren de Eleusinische feesten tweeërlei, de in de lente gevierde kleine, en de in de herfst gevierde grote mysteriën.

## Kleine mysteriën
Omtrent de kleine mysteriën is zeer weinig bekend. Zij werden in de maand Anthesterion (omstreeks het midden van de maand februari) gevierd aan de oevers van het riviertje Ilissos, te Agrai, een voorstad van Athene, waar een tempel werd gevonden, speciaal voor de viering van dit feest bestemd. Zij waren vooral aan Persephone en Iakchos gewijd. Op mystische wijze werden deze met elkaar in het huwelijk verbonden. Men reinigde zich met het water van de Ilissos en hier had ook de eerste wijding plaats.
Want ingewijd moest men zijn om aan de grote mysteriën in de herfst te kunnen deelnemen. De legende verhaalde, dat die kleine mysteriën ingesteld waren ter wille van Herakles, die als vreemdeling de eigenlijke wijding niet kon ontvangen.

## Grote Mysteriën
Zij, die aan de lentefeesten hadden deelgenomen, konden hun verdere wijding ontvangen bij gelegenheid van de grote mysteriën in de maand Boëdromion (omstreeks het begin van oktober). Ook omtrent dit feest is zeer weinig bekend. Dit komt doordat aan de ingewijden de diepste geheimhouding als een heilige plicht werd opgelegd. Blijkbaar hebben zij die plicht nauwgezet vervuld, of met uiterste schroom slechts vage aanduidingen aan het nageslacht doorgegeven.
De grote Eleusiniën duurden verscheidene dagen. Op 14 Boedromion werden de heilige voorwerpen van Eleusis naar het Eleusinion gebracht, een tempel aan de voet van de Akropolis van Athene.
Op 15 Boedromion verklaarden de hierophantes (priesters) prorrhesis: het begin van de rites. Deze dag heette "de dag van de bijeenkomst" (agyrmos). De volgende dag, 16 Boedromion, kreeg de naam "naar zee, gij mysten" (halade mystai). Op die dag begonnen de ceremonies in Athene met de zuivering van allen die het feest wilden meevieren. Wie daartoe geen recht hadden, werden door de priesters geweerd. De feestvierenden trokken naar het strand en reinigden zichzelf en het vee dat zij wilden offeren door een bad in zee te Phaleron. De drie volgende dagen waren voornamelijk aan offers gewijd.

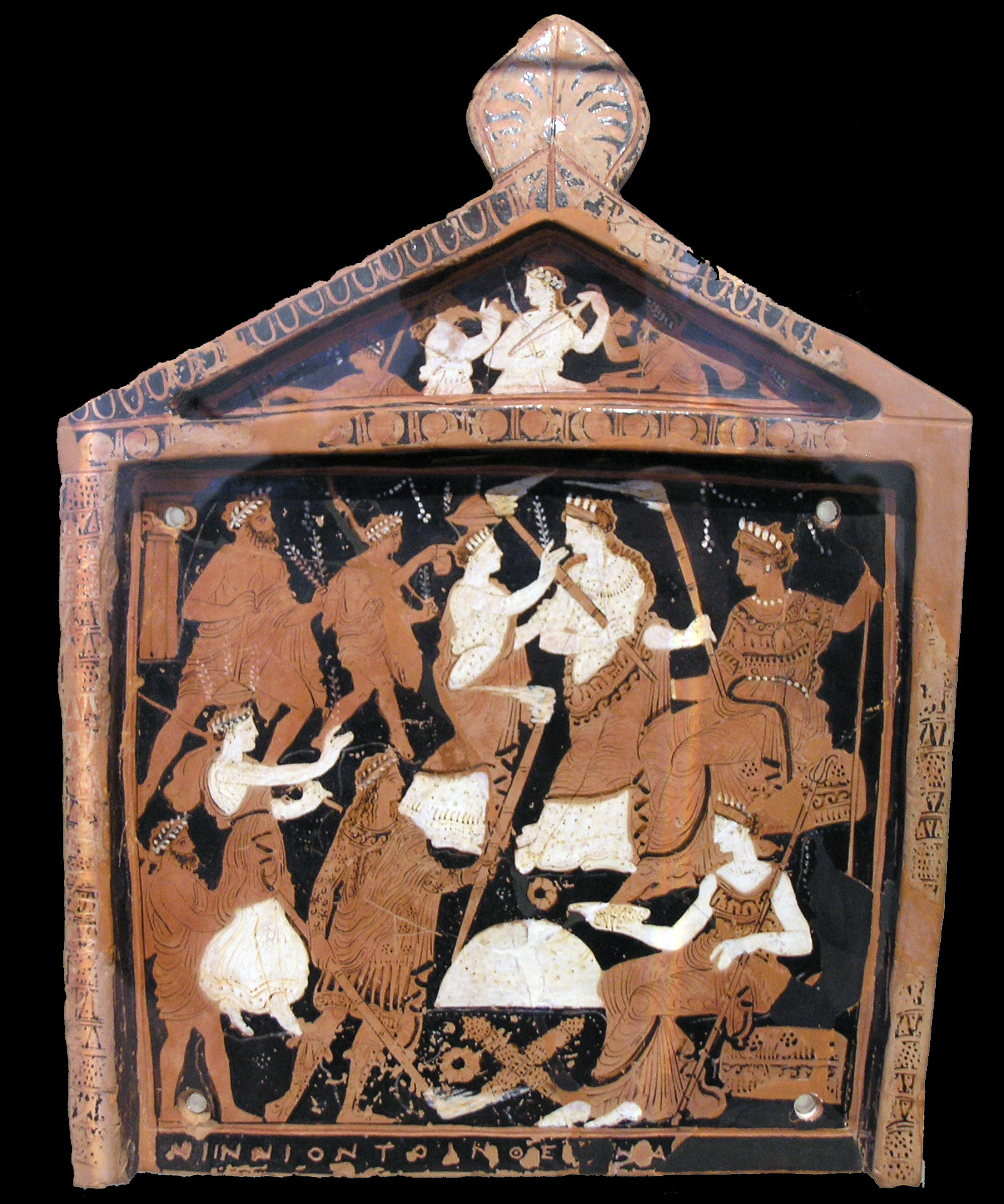
Demeter en Persephone begroeten een processie van de mysteriën (beschilderde terracotta votiefplaat, midden 4e eeuw v.Chr., Nationaal Archeologisch Museum van Athene).

Op 17 Boedromion offerde men aan Demeter een jong zwijn, want dit dier werd door haar gehaat, en aan Dionysos bokken, die de wijnstok afknagen. De grootste dag was echter 19 Boedromion, Iakchos genaamd. De voornaamste plechtigheid van die dag was de grote optocht, die zich dan langs de "heilige weg" van de Kerameikos (de Atheense begraafplaats) in Athene naar Eleusis begaf. Men zwaaide met takken die bacchoi werden genoemd. Aan deze optocht namen - althans in latere tijd - meer dan 3000 mensen deel. Ofschoon de beide plaatsen slechts vier uur van elkaar lagen, bracht men toch een ganse dag met die tocht door, daar er op verschillende plaatsen werd halt gehouden. De voornaamste halteplaats was een brug over het riviertje Kephissos. Men vermaakte er zich met allerlei scherts en plagerijen. Dat gebruik is deels ontstaan door de gewoonte om bij elk oogstfeest - want ook dit feest was een oogstfeest - op die wijze aan de vrolijkheid lucht te geven. Het kan ten dele een herinnering zijn aan de scherts van Iambe of van Baubo, die Demeter een glimlach ontlokte en haar zo uit haar droefheid opwekte. Tijdens de processie riep men ook "Iakch' o Iakche!," hiermee verwijzend naar Iakchos, mogelijk een epitheton van Dionysus, of van een aparte godheid, zoon van Persephone of Demeter. Overigens betekent Iachí̱ schreeuw. In het Grieks geschreven als; ιαχή. Zie de gelijkenis tussen Iachí̱ en Iakch of Iakche. Toen men Eleusis bereikt had, hield men een dag van vasten ter herdenking aan Demeters vasten tijdens haar zoektocht naar Persephone. De vasten eindigde met het drinken van de kykeon, de drank van gerst en polei, die Demeter na haar omzwerving als eerste drank van Metaneira had aangenomen.

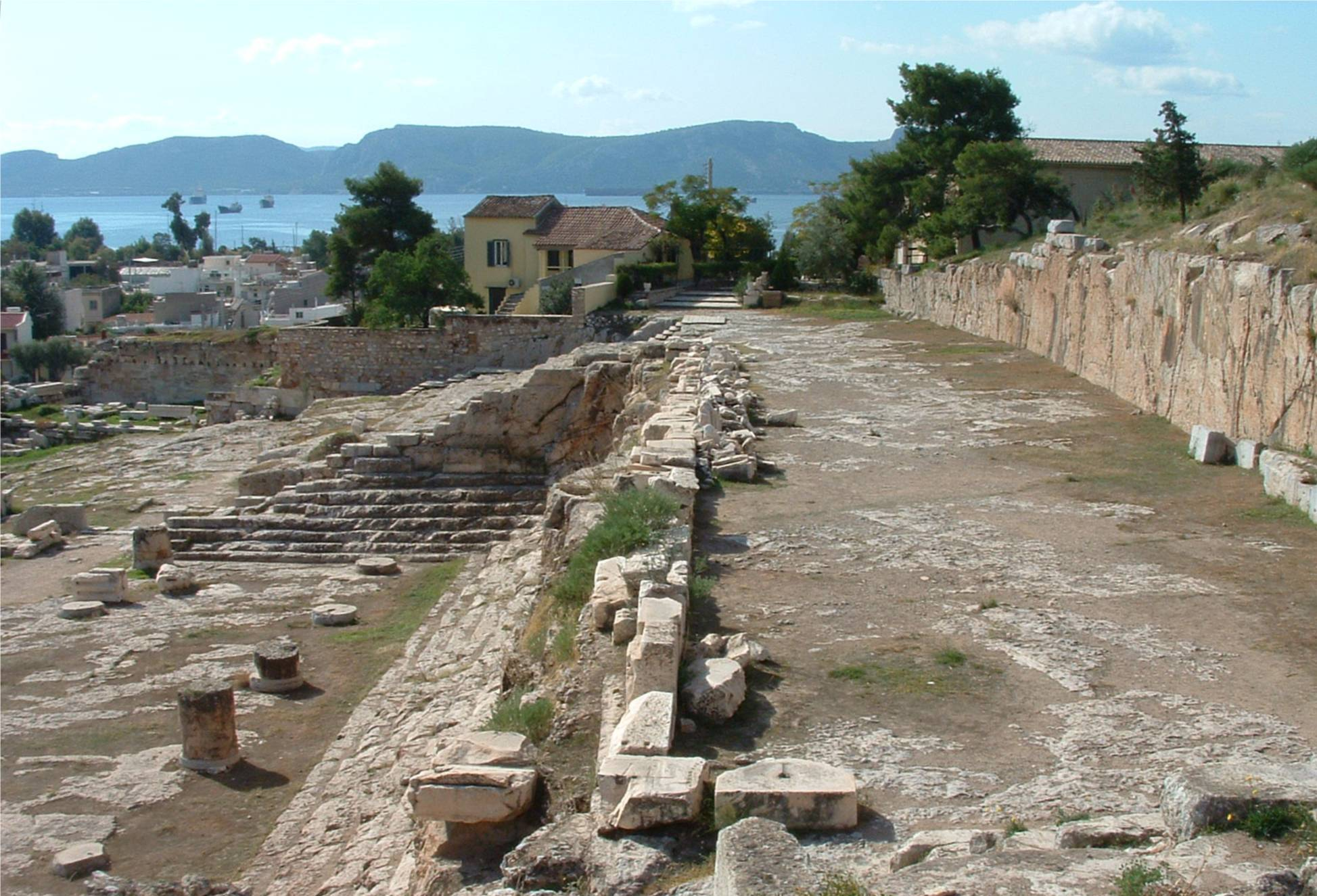
Het heiligdom van Demeter: links zuilen en zitplaatsen van het "Telestèrion" ...

Dan op 20 en 21 Boedromion, volgde de geheime feestviering in het kolossale tempelgebouw, dat Telesterion heette. Het was ten tijde van Perikles door bouwmeester Iktinos voor deze feesten te Eleusis opgericht. In het midden daarvan stond het Anaktoron ("paleis"), dat enkel toegankelijk was voor hierophantes: de heilige voorwerpen werden hier opgeslagen. Hier in het Telesterion mochten de geïnitieerden de heilige relikwieën van Demeter aanschouwen. Wat daar werd gezien, gezegd en gedaan is voor ons bijna geheel en al een geheim gebleven. Op het voortvertellen van wat daar gebeurde stond de doodstraf. Athenagoras van Athene meldt dat het onder andere voor deze misdaad (asebeia) was dat Diagoras werd ter dood veroordeeld. Eerst werden de gemoederen van de deelnemers aan het feest op verschillende wijzen met angst en ontzetting vervuld. Met allerlei middelen werd hun schrik aangejaagd. Ze stonden in diepe duisternis totdat opeens een schitterend licht hun de godheid in al haar heerlijkheid te aanschouwen gaf. Die plotselinge lichtgloed, bekend onder de naam van het Eleusinische vuur, schijnt op de gemoederen een ontzaglijke indruk te hebben gemaakt. Waarschijnlijk moeten wij bij deze beschrijvingen aan toneelvoorstellingen, die op de geschiedenis van Demeter en Persephone betrekking hadden, en aan een soort van levende beelden denken. Er zijn twee moderne theorieën voor het zogenaamde Eleusinische vuur. Sommigen menen dat de priesters de visioenen van de heilige nacht onthulden. Dat bestond uit een vuur dat de mogelijkheid van leven na de dood voorstelde. Ze toonden vermoedelijk ook andere heilige voorwerpen. Anderen vinden deze verklaring onvoldoende om kracht en lange leven van de mysteriën te verklaren. Ze beweren dat de ervaringen van psychische aard waren. Die zouden zijn opgewekt door een krachtig psychoactief ingrediënt in de kykeon. Een van de ingrediënten van kykeon was gerst, en de gerst was waarschijnlijk geïnfecteerd met moederkoorn. Deze stof heeft een hallucinogeen effect.
Na dit hoogtepunt volgde de Pannychis, een nachtelijk feest. Op de beide vlakten die de plek omringden, de Rharische en de Thriasische, werd ter ere van de god met fakkels gedanst. Heilige liederen werden aangeheven, waarschijnlijk ter herinnering aan het zoeken van Demeter. Die had negen dagen lang met een fakkel in de hand haar dochter Persephone gezocht. In de taal van de mysteriën wordt die niet Persephone, maar Kore genoemd. Het offeren van een stier vond 's avonds laat of vroeg in de morgen daarop plaats. Op 22 Boedromion eerden de geïnitieerden de doden door uit speciale vaten plengoffers te gieten.
Op 23 Boedromion eindigden de mysteriën en keerde iedereen naar huis terug.
Aan dit feest mochten slechts deelnemen wie de hoogste wijding hadden ontvangen, de epopten. Wie in de kleine mysteriën waren ingewijd heetten mysten en mochten aan het grote feest deelnemen, behalve voor zover het uitsluitend voor de epopten was bestemd. Na de eerste deelneming aan het grote feest moest er minstens een jaar verlopen eer men de allerhoogste wijding kon ontvangen en onder de epopten werd opgenomen. Een offer, waarbij men uit twee schalen water plengde, waarvan de ene naar het oosten, de andere naar de westerse wereld was gekeerd, besloot het feest. Dit offer werd plemochoë genoemd.
Bovendien wordt er nog gewag gemaakt van een ander offer, dat om de vier jaar door tien Atheense mannen, door de staat hiertoe aangesteld, te Eleusis werd gebracht. In dat verband moet ook Haloën worden vermeld, ook weer een oogstfeest ter ere van Bachus, Demeter en Persephone. Dat feest was vooral bekend voor de daarbij gevierde spelen, die voor de oudste van die aard werden gehouden. De beloning van de overwinnaars was een geschenk van koren, geoogst op het heilige Rharische veld.

## Cultuspersoneel
De hierboven behandelde plechtigheden van de Eleusinische mysteriën stonden onder het toezicht van priesters. Zij leidden de plechtigheden en verrichtten een groot deel van de heilige handelingen. Het priesterschap was in sommige families erfelijk. Het oppertoezicht over de godsdienst - en dus ook over de Eleusinische mysteriën - was in de alleroudste tijden aan de koning, later aan de archon basileus toevertrouwd. De voornaamste families met erfelijk priesterschap waren de Eumolpiden en Keryken. Zij vormden ook de heilige rechtbank. Die besliste over de toelating van wie wenste te worden ingewijd. Ze had ook rechtspraak inzake aanklachten van asebeia (heiligschennis) gepleegd tegen de mysteriën. Als echter door een dergelijke misdaad ook de welvaart van de Staat werd bedreigd, nam het volk deze rechtspraak zelf in handen, zoals b.v. het geval was bij de tegen Alkibiades ingediende aanklacht.
De hoogste priester droeg de naam van hierophant, d.i. "degene, die de heiligdommen toont". Hij voerde de ingewijden de tempel binnen en toonde hun de grootste geheimen. De naam van de Eumolpiden, in wier geslacht dit ambt erfelijk was, doet veronderstellen (Eumolpos betekent "die goed zingt") dat ook het voordragen of voorzingen van hymnen zijn taak was. De tweede in rang was de daduch, d.i. "degene die de fakkel houdt". Vermoedelijk bestond zijn taak in het ontsteken van de offers. Waarschijnlijk had hij ook bij de fakkeldans na de feestelijke optocht op de Iakchosdag een belangrijke rol. Dan volgde de hierokêrux "de heilige heraut" die voor de nodige aanwijzingen en bekendmakingen aan de feestvierenden moest zorgen en die de orde gedurende het feest moest handhaven. Op de vierde plaats kwam een altaarpriester, epibomios, over wiens werkzaamheden niets bekend is dan wat zijn naam aanduidt. Naast deze priesters stonden verschillende priesteressen; naast de hierophant bijvoorbeeld een hierophantis. Ook waren aan de tempel verschillende andere beambten verbonden: herauten, tempeldienaars enz. Zoals reeds gezegd, hadden deze priesters het toezicht over en de leiding van de ganse feestviering. Vooral de geheimzinnige handelingen tijdens de plechtigheid van de mysteriën werden door hen verricht. Zij zorgden voor die felle overgang van duisternis naar licht waarover hierboven sprake was, en die bij de epopten het gevoel opwekte, alsof zij met één klap uit de Tartaros het Elysion werden binnen gevoerd. Zij waren het ook die de ingewijden de heilige voorwerpen in handen gaven. Dat waren waarschijnlijk symbolen van de zegen die de Eleusinische godheden verspreiden, deels waren het een soort van relikwieën, aporrêta genaamd.
In het begin mochten alleen Grieken in de mysteriën worden ingewijd; barbaren werden streng geweerd. Later werd die verbodsbepaling opgeheven en was het alleen nodig dat men zich door een Atheens burger, die dan mystagogos heette, de toegang liet verschaffen. Deze mystagogos nam de verantwoordelijkheid op zich voor degene die hij aldus inleidde. Niemand mocht tot de goden naderen, of hij moest rein zijn van moord en van andere zware misdaden.
Het getal van hen die zich geroepen voelden werd steeds groter. Niet alleen uit Griekenland, maar ook uit den vreemde, vooral uit Italië, kwamen mensen naar Athene om zich te laten inwijden. Behalve deze schaar feestvierenden stroomden ook nieuwsgierigen en handelaars toe. De grote tocht, die op de Iakchosdag langs de "heilige weg" naar Eleusis werd ondernomen, was het voorname verenigingspunt voor deze menigte. De aanblik van de tocht van die feestelijk versierde mensenmassa's wordt door de oude schrijvers afgeschilderd als een van de heerlijkste tonelen die een mens kon aanschouwen. De brandende fakkels 's avonds waren tot ver op zee zichtbaar. Hoe hoog die tocht bij de Atheners in aanzien stond, blijkt onder andere uit het feit dat Alkibiades, toen hij uit zijn ballingschap was teruggeroepen, geen beter middel wist om de gunst van de Atheners te herwinnen dan door de feestelijke optocht naar Eleusis te doen houden onder de bescherming van zijn leger. Dat was hem jarenlang door de in Attica gelegerde vijandelijke troepen onmogelijk gemaakt.

## Zin en betekenis
Wat de zin en de betekenis der Eleusinische mysteriën betreft, waren de godheden die daarin vereerd werden chtonische goden: godheden van de aarde en van datgene wat onder de aarde is. Bij de dienst van al deze goden vermengden zich twee voorstellingen.
Aan de ene kant is de aarde de vruchtbare moeder. Zij brengt alles voort en voedt alles wat tot het plantenrijk behoort. Zij oefent haar zegenrijke werking uit op al wat leeft in de natuur.
Aan de andere kant neemt zij al wat vergaat, alles wat zijn tijd en zijn bestemming op aarde heeft vervuld, in haar duistere schoot op als in een geopend graf. In de oudste tijden trad deze laatste, sombere beschouwing meer op de voorgrond. Men stelde zich vooral de eigenlijke godheden van de dood - Aïdoneus en Persephone - als schrikwekkende, onverzoenlijke godheden voor. Het sombere rijk van de dood stond tegenover het rijk van het licht, in sterke tegenstelling als deze tussen de lichte dag en de nacht zonder troost en zonder hoop. Langzamerhand werden die voorstellingen zachter en minder schrikwekkend. Die godheden van de dood werden zegenende godheden die de doden in hun schoot opnemen zoals zij de zaadkorrel opnemen. Gelijk de zaadkorrel die na zijn dood als vruchtdragende halm tot nieuw en schoner leven wordt geroepen, zo zullen ook de doden terugkeren tot het licht om een nieuw en heerlijker leven binnen te gaan. Die overtuiging wekken, dat de dood niets anders was dan een wedergeboorte, een palingenese, schijnt het hoofddoel van de Eleusinische mysteriën te zijn geweest.
Alle dogmatiek, al wat leerstellig was, bleef uitgesloten van de daarbij verrichte plechtigheden. De ingewijden leerden niet, maar ondervonden wat de mysteriën in hun gemoed wilden inprenten. Natuurlijk beïnvloedde de ontwikkelingsgraad van ieder individu de aard van de voorstellingen die ieder zich daarbij maakte. Wie op een hogere trap van beschaving en zedelijkheid stond, putte uit de mysteriën verheven voorstellingen omtrent de aanleg en bestemming van de menselijke natuur. Minder ontwikkelden meenden zich door de inwijding en de trouwe vervulling van hun plichten te verzekeren van enige voorrechten voor het leven in de onderwereld, meestal voorrechten van zinnelijke aard. Het is niet verwonderlijk dat bij sommigen de deelneming aan de mysteriën in ijdele vormendienst ontaardde.
Dit neemt niet weg dat de mysteriën een heilzame invloed op het Griekse volk hebben uitgeoefend. Meestal wordt er met de grootste eerbied over gesproken.
"Zalig, wie dat heeft gezien en dan in de schoot van de aarde neerdaalt. Hij kent het levenseinde, en weet welk een begin Zeus geven zal."
Of elders:
"Driemaal zalig de stervelingen, die, nadat zij dit hebben aanschouwd, naar de Hades gaan. Zij alleen genieten het leven in de onderwereld; de anderen wacht niets dan nood en ellende."
Kortom, het algemene gevoel van de oude Grieken was dat zij die aan de mysteriën deelnamen, daardoor vromer, rechtvaardiger en in ieder opzicht beter werden.
In de loop der tijden heeft de sekte van de Orphici een belangrijke invloed op de Eleusinische mysteriën uitgeoefend. Vooral de mythe van Dionysos-Zagreus werd met die, welke in het begin de grondslag van de Eleusinische mysteriën uitmaakten, nauw verbonden. In latere tijd noemde men ook Orpheus als de stichter van deze mysteriën.
De feesten, hierboven beschreven, behoorden tot de schitterendste die we in de Griekse godsverering kunnen aanwijzen. De beeldende kunsten, de muziek, de dichtkunst hadden alle het hunne bijgebracht om de roem van de Eleusinische godheden te verheerlijken. De redenaar Aristeides, die in de 2e eeuw van onze jaartelling leefde, zegt ervan:
"Al wat er goddelijk, aangrijpend en liefelijk in de feesten en de mythen van alle streken was, zag en hoorde je goddelijker, aangrijpender en liefelijker in Eleusis."
Grote schade werd aan de heiligdommen van Eleusis toegebracht door een omstreeks het jaar 218 kwaadwillig gestichte brand.
Geheel verwoest werden die tempelgebouwen echter eerst tegen het einde van de vierde eeuw. Dweepzieke monniken waren meegetrokken met de Visigoten op hun plundertocht door Griekenland onder aanvoering van Alarik I. Zij hadden deze benden aangezet om de fundamenten van de tempel te Eleusis uit te graven. Die tempel was woning en symbool van een godsverering die door haar streven naar reinheid een van de krachtigste bolwerken was die het wegstervende heidendom tegenover het Christendom kon stellen. Korte tijd nog bleven de Eleusinische mysteriën bestaan. Zij werden opgeheven door keizer Theodosius de Grote (gestorven 395.)
De Romeinen droegen de legende van de roof van Persephone, door hen Proserpina genoemd, op hun godin Ceres over. Vele beroemde Romeinen waren in de Eleusinische mysteriën ingewijd. Marcus Tullius Cicero vermeldt ze met respect en lof.